# Odette Ntahonvukiye
Odette Ntahonvukiye, née le 14 juillet 1994 à Cibitoke, est une judokate burundaise. Elle fait partie des judokas invités par la Fédération internationale de judo pour participer aux Jeux olympiques d'été de 2012. Elle a ainsi représenté le Burundi dans l'épreuve des moins de 78 kg femmes,.

## Source
- (en) Cet article est partiellement ou en totalité issu de l’article de Wikipédia en anglais intitulé « Odette Ntahonvukiye » (voir la liste des auteurs).